# Dicranota divaricata
Dicranota (Dicranota) divaricata là một loài ruồi trong họ Pediciidae. Chúng phân bố ở vùng sinh thái Nearctic.